# Fairview (Oregon)
Fairview és una ciutat del Comtat de Multnomah a l'estat d'Oregon dels Estats Units d'Amèrica.

## Demografia
Segons el cens del 2007 Fairview tenia 9.695 habitants. Segons el cens del 2000, tenia 7.561 habitants, 2.831 habitatges, i 1.936 famílies. La densitat de població era de 912,3 habitants per km².
Dels 2.831 habitatges en un 36% hi vivien nens de menys de 18 anys, en un 49,9% hi vivien parelles casades, en un 13,3% dones solteres, i en un 31,6% no eren unitats familiars. En el 22,6% dels habitatges hi vivien persones soles el 5,3% de les quals corresponia a persones de 65 anys o més que vivien soles. El nombre mitjà de persones vivint en cada habitatge era de 2,67 i el nombre mitjà de persones que vivien en cada família era de 3,13.
Per edats la població es repartia de la següent manera: un 28,1% tenia menys de 18 anys, un 11,3% entre 18 i 24, un 33,7% entre 25 i 44, un 19,5% de 45 a 60 i un 7,4% 65 anys o més.
L'edat mediana era de 30 anys. Per cada 100 dones de 18 o més anys hi havia 102,1 homes.
La renda mediana per habitatge era de 40.931$ i la renda mediana per família de 43.317$. Els homes tenien una renda mediana de 37.342$ mentre que les dones 25.909$. La renda per capita de la població era de 19.006$. Aproximadament el 13,5% de les famílies i el 19,1% de la població estaven per davall del llindar de pobresa.

## Poblacions properes
El següent diagrama mostra les poblacions més properes.